# Parnell Gourlay
Pour les articles homonymes, voir Gourlay.
Parnell Orde Gourlay est un joueur de soccer canadien né le 3 février 1879 à Galt et mort le 15 novembre 1958 à Vancouver.

## Biographie
Il joue avec Galt FC en 1904. Il participe aux Jeux olympiques d'été de 1904 avec Galt qui remporte la médaille d'or lors du tournoi de football.